# Bobsleigh
Pour les articles homonymes, voir Bobsleigh (jeu vidéo) et Bob.
Le bobsleigh (également appelé bobsled, ou encore bob par abréviation) est un sport d'hiver dans lequel des équipes de deux ou quatre bobeurs assis en file ou une personne seule dans un monobob effectuent des courses chronométrées à bord d'un engin caréné glissant sur une étroite et sinueuse piste glacée en pente.
Les premiers bobsleighs sont conçus à la fin du XIXe siècle à Saint-Moritz, en Suisse, par des touristes américains et britanniques. La luge est la première à apparaître, suivie du skeleton, puis enfin le bobsleigh qui crée son premier club autonome en 1897. La piste est la même pour les trois sports. La compétition se déroule en plusieurs descentes, dont le temps cumulé sert à établir le classement final. La Suisse, les États-Unis et l'Allemagne sont les pays le plus souvent en tête des classements mondiaux.
La Fédération internationale de bobsleigh et de tobogganing est créée en 1923, un an avant les premiers Jeux olympiques d'hiver de Chamonix où est programmée une épreuve de bob à quatre. En 1930, les premiers championnats du monde sont organisés pour le bob à quatre et l'année suivante pour le bob à deux. Le bob à deux est ajouté au programme olympique lors des Jeux olympiques d'hiver de 1932 à Lake Placid. Deux épreuves féminines intègrent le programme en 2002 et 2022.
Le calendrier des compétitions est rythmé par les coupes du monde. Les deux compétitions principales sont les championnats du monde, organisés chaque année non olympique en fin de saison, et les Jeux olympiques.

## Histoire

### Genèse
Bien que le transport en traîneau existe depuis plusieurs siècles, le bobsleigh est un sport relativement moderne dont l'apparition coïncide avec celle du skeleton et de la luge. Le bobsleigh est créé dans la station alpine suisse de Saint-Moritz, où naissent les sports d'hiver ; il est possible qu'il se soit développé en parallèle dans des villes forestières de l'État de New York aux États-Unis,.

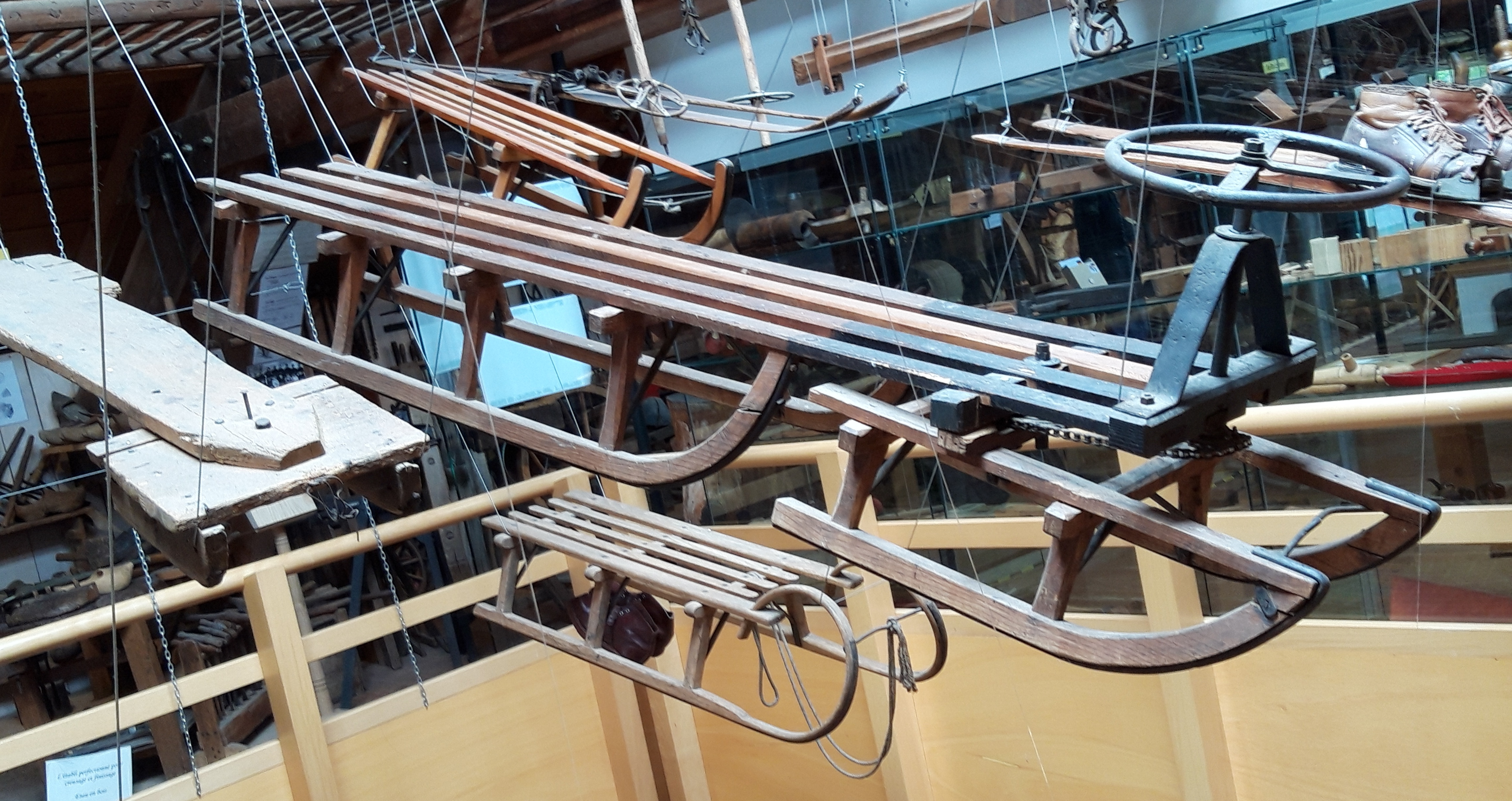
Bobsleigh datant du début du XXe siècle, musée des métiers du bois (Labaroche).

Le premier bobsleigh est inventé par un touriste américain lors de l'hiver 1888-1889. Il décide de combiner deux luges soudées ensemble. L'année suivante, un banquier britannique fait fabriquer un bobsleigh entièrement en acier, qui descend beaucoup plus vite que les luges en bois locales. Un cadre et un mécanisme de direction sont ensuite ajoutés.
La Cresta Run, une piste de glisse en glace naturelle, est ouverte en 1885 pour la luge de course, quatre ans avant l'invention du bobsleigh ; la même année est créé le St Moritz Tobogganing Club. Le nom de l'engin « bobsleigh » est composé de deux mots anglais : bob signifie « osciller » et sleigh désigne la luge. Il fait référence au mouvement d'avant en arrière effectué par les sportifs pour accélérer dans les lignes droites.

En 1897, le premier club de bobsleigh est créé, toujours à Saint-Moritz : le St Moritz Bosleigh Club est une association à part entière, alors que jusque-là les bobeurs sont une sous-catégorie du Tobogganing Club. Cette séparation vient de conflits sur la légitimité du bobsleigh et sur l'utilisation de la Cresta Run. L'année suivante, une première course a lieu sur la Cresta Run : les équipes sont constituées de trois hommes et deux femmes chacune.

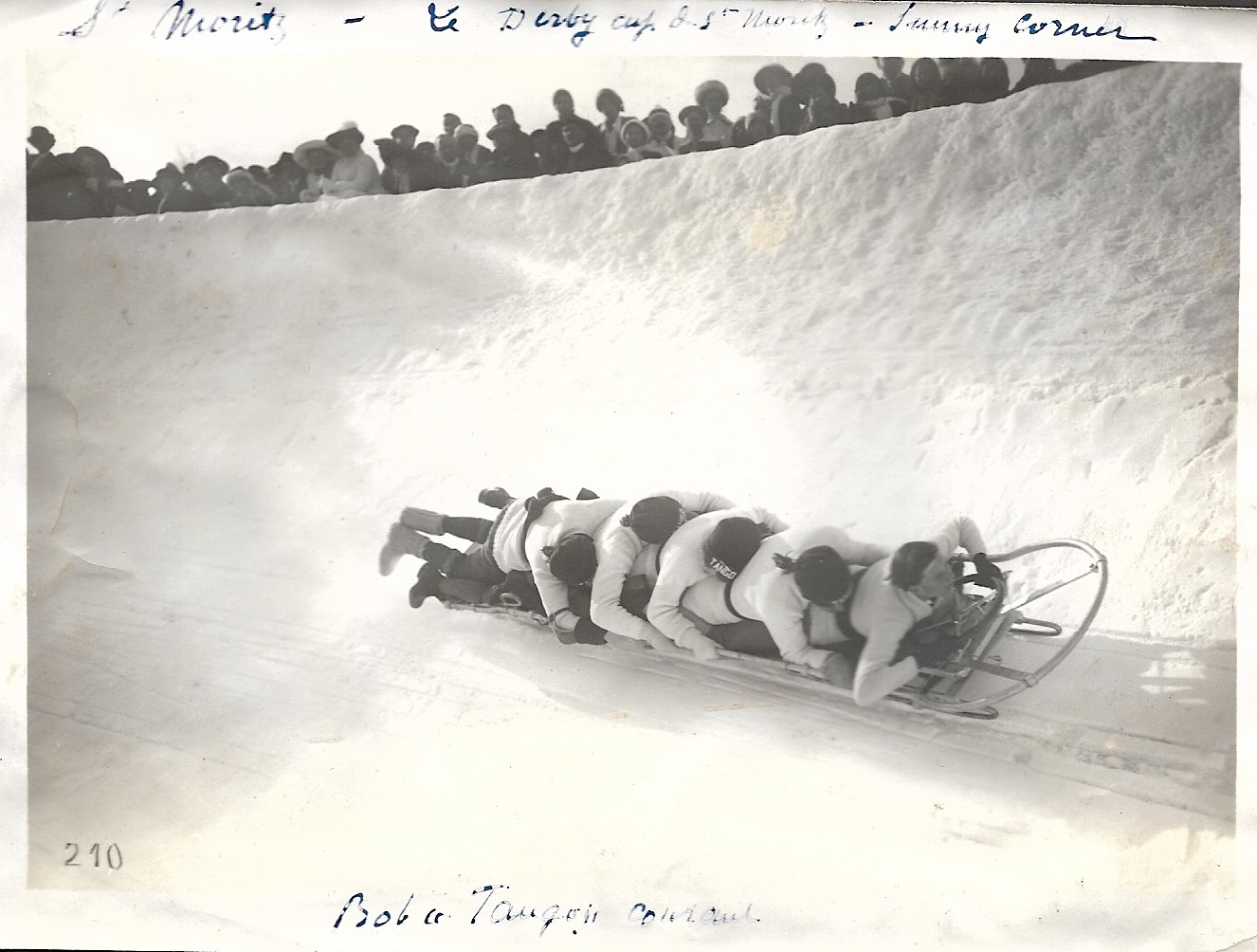
Virage Sunny Corner de la Cresta Run en 1913 durant la Saint-Moritz Bobsleigh Derby Cup.

En 1904, les bobeurs de Saint-Moritz font construire leur propre piste, l'Olympia Run. En 1914, des compétitions sont organisées sur plusieurs pistes naturelles dans le monde. De nombreuses pistes de bobsleigh sont construites dans les années 1910, dont une soixantaine en Suisse.
Des femmes participent à la fondation du club et que le comité de direction compte deux femmes sur ses cinq membres, et les équipes mixtes ou féminines sont répandues jusqu'à leur interdiction dans les années 1920. Les hommes militant pour l'interdiction du bobsleigh féminin affirment ainsi que la proximité des bobeurs sur la machine encourage la promiscuité, ou que les secousses sur la piste peuvent provoquer des cancers du sein ; d'autres commentateurs estiment que ces détracteurs n'apprécient simplement pas que les femmes soient plus rapides qu'eux et détiennent plusieurs records.

### Jeux olympiques etXXesiècle
Le bobsleigh devient une discipline reconnue à part de la luge dans les années 1920 avec l'organisation de compétitions internationales.

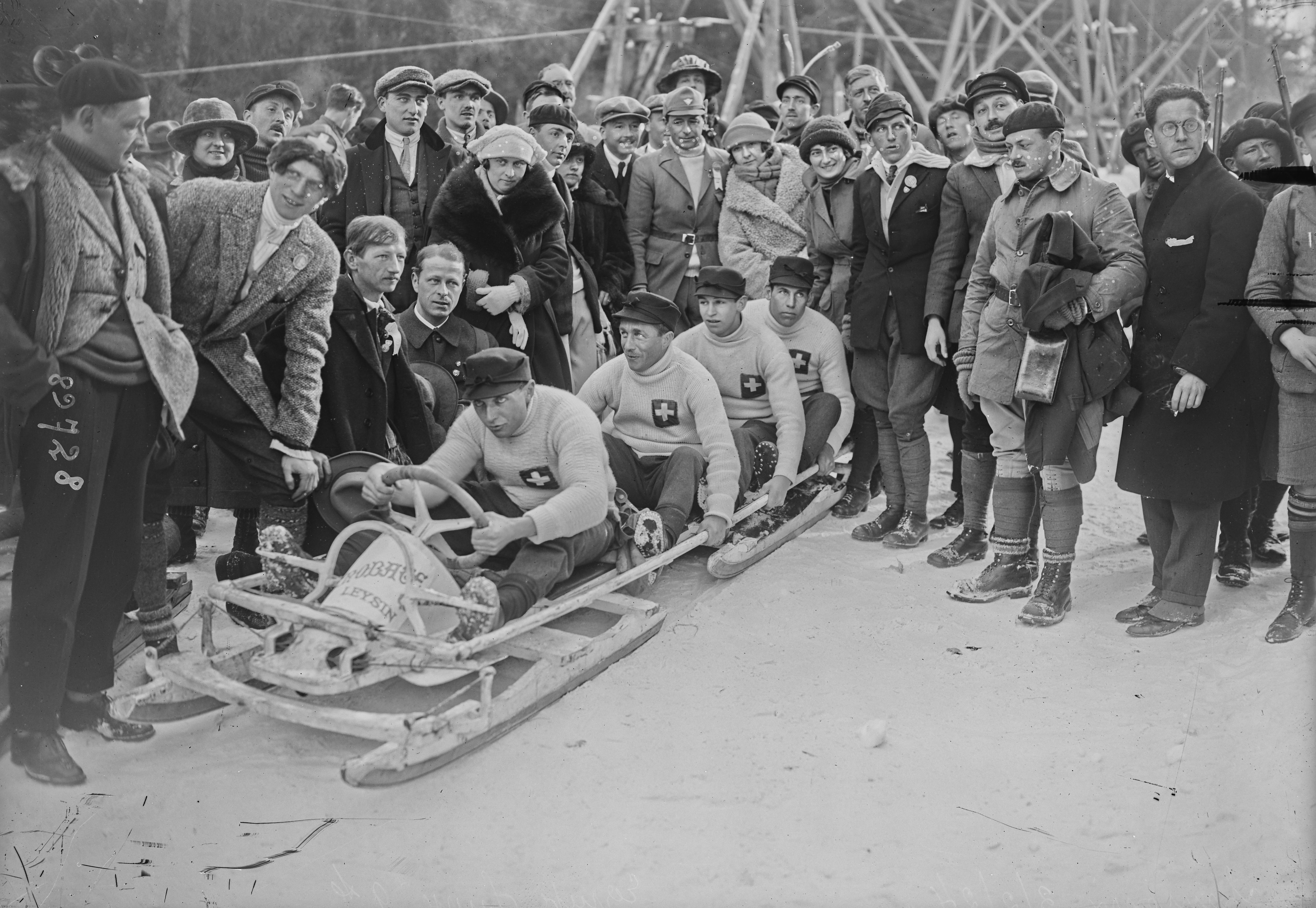
L'équipe suisse de bobsleigh, championne des Jeux olympiques de 1924 à Chamonix.

La Fédération internationale de bobsleigh et de tobogganing (FIBT) est créée en 1923, soit un an seulement avant les premiers Jeux olympiques d'hiver de Chamonix où est programmée une épreuve de bob à quatre. Ce sont les Suisses qui remportent la compétition, menés par Eduard Scherrer.
Lors des Jeux olympiques de 1928 à Saint-Moritz, l'épreuve voit s'affronter des équipes de cinq hommes pour la seule fois de l'histoire. La compétition est limitée à deux descentes en raison de la fonte de la glace. Elle est remportée par l'équipe de Billy Fiske, alors âgé de seize ans, avec Nion Tucker, Geoffrey Mason, Clifford Gray et Richard Parke. Ces hommes sont sélectionnés après avoir vu une petite annonce dans l'édition parisienne de la New York Herald Tribune et découvre le bobsleigh quelques semaines avant la compétition.
En 1930, les premiers championnats du monde sont organisés pour le bob à quatre et l'année suivante pour le bob à deux. Le bob à deux est intégré au programme olympique lors des Jeux olympiques d'hiver de 1932 à Lake Placid,. Il est remporté par les Américains Hubert Stevens et Curtis Stevens, des habitants de Lake Placid qui font chauffer leurs trains de patins avant la course, ce qui devient plus tard interdit. Billy Fiske remporte à nouveau la compétition à quatre ; son équipe inclut Edward Eagan, déjà champion olympique de boxe aux Jeux olympiques de 1920.
Aux Jeux de Garmisch-Partenkirchen en 1936, la Suisse remporte l'or et l'argent de la compétition à quatre. Il s'agit du premier pays en dehors des États-Unis à remporter deux médailles de bobsleigh aux mêmes Jeux olympiques. L'équipe est dirigée par le lieutenant Pierre Musy, fils du président suisse Jean-Marie Musy.
Aux Jeux olympiques de 1948 à Saint-Moritz, les Américains remportent le bob à quatre avec Francis Tyler pour pilote. La compétition subit une longue pause en pleine deuxième descente en raison de l'explosion d'une canalisation d'eau qui inonde la piste. Les Suisses, menés par Felix Endrich, remportent le bob à deux.
Le sport prend de l'ampleur dans les années 1950. C'est à cette époque qu'on comprend l'importance d'un départ rapide et que les équipes commencent à recruter des sportifs d'été (gymnastes, athlètes et handballeurs) comme pousseurs ou pilotes,. En 1952, une règle est adoptée par la fédération internationale pour limiter le poids total de l'engin et de son équipage afin de ne pas donner d'avantage décisif aux équipes les plus lourdes, ce qui rend plus important l'aspect athlétique de la discipline. Cette année-là, les champions olympiques du bob à quatre sont Allemands de l'Est et menés par Andreas Ostler : ils pèsent 472 kg au total, soit 118 kg par bobeur en moyenne. 
Aux Jeux olympiques de Cortina d'Ampezzo en 1956, les Italiens font un doublé dans le bob à deux. Le vainqueur a pour pilote Lamberto Dalla Costa, un pilote d'avion de chasse qui n'a jamais couru sur une autre piste que celle de Cortina, tandis que le second est Eugenio Monti, qui finir aussi deuxième du bobsleigh à deux. Il s'agit du début d'une série de six médailles olympiques et neuf titres mondiaux pour Monti. 

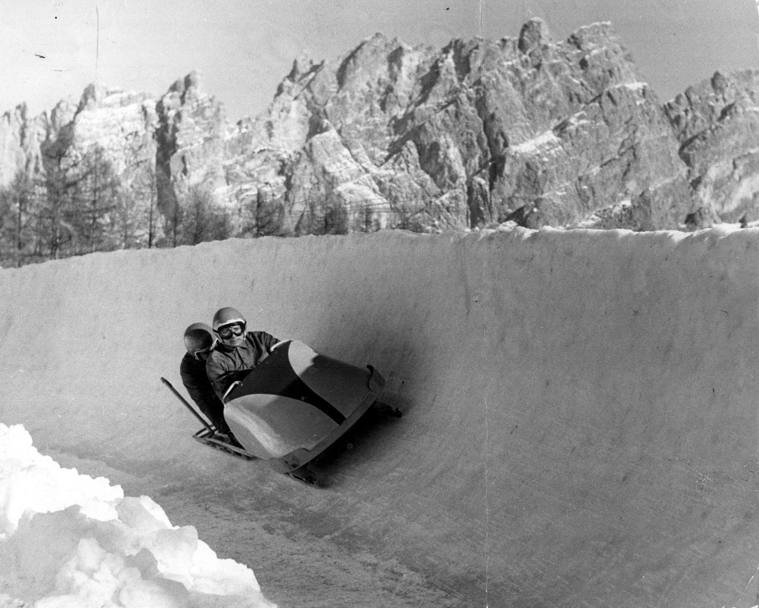
Eugenio Monti et Renzo Alverà lors de l'épreuve de bob à deux des Jeux olympiques de 1956.

Le bobsleigh est présent à chaque édition suivante des Jeux olympiques, excepté ceux de 1960, où aucune piste de glisse n'est bâtie.
Aux Jeux olympiques de 1964, les deux épreuves sont remportées par des équipes inattendues. Les Britanniques Tony Nash et Robin Dixon remportent le bob à deux malgré l'absence de piste de glisse dans leur pays, tandis que les Canadiens menés par Victor Emery terminent leur première participation au bobsleigh olympique avec l'or au bob à quatre. À ces Jeux, Eugenio Monti se fait remarquer pour son fair-play : il se rend compte qu'une vis de son concurrent Nash a cassé et lui prête sa propre vis, finissant troisième après la victoire de Nash.
Quatre ans plus tard, à Grenoble, Monti gagne les deux épreuves olympiques. Au bob à deux, Luciano De Paolis et lui finissent à égalité avec les Allemands Horst Floth et Pepi Bader et reçoivent l'or parce qu'ils ont effectué la série la plus rapide. La compétition à quatre se déroule en deux descentes en raison de la fonte prématurée de la glace sur la piste.
Les Allemands remportent la moitié des médailles distribuées aux Jeux olympiques de 1972, dont un doublé au bob à deux. Quatre ans plus tard, Meinhard Nehmer remporte les deux épreuves ; c'est la première fois que toutes les médailles vont à des Allemands et à des Suisses. La situation se répète quatre ans plus tard à Lake Placid, où Nehmer devient le premier pilote à obtenir trois médailles d'or olympiques et le Suisse Erich Schärer obtient sa seule médaille d'or olympique qui complète ses six titres de champion du monde.
Renzo Podar invente le monobob à Saint Moritz en 1979.

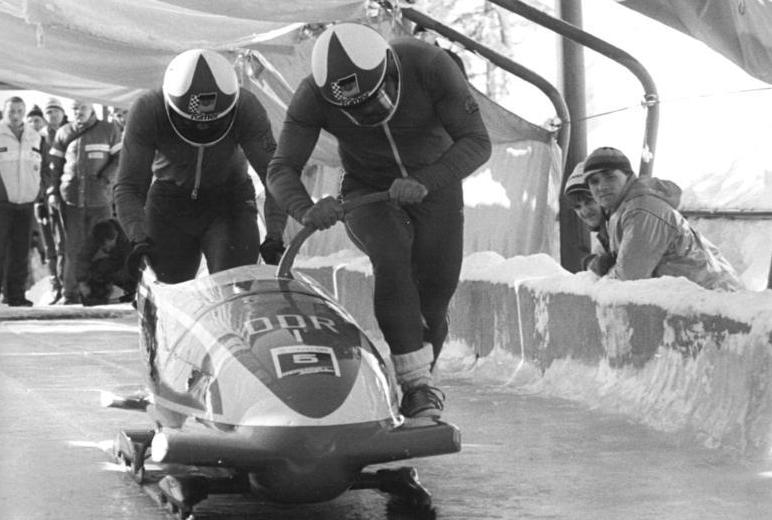
Wolfgang Hoppe et Bogdan Musiol au départ d'une course de bobsleigh à deux aux championnats d'Allemagne de l'Est de 1988.

Dans les années 1980 naît le circuit de coupes du monde pour compléter le format des Jeux olympiques et des championnats du monde qui se tiennent pendant les années non olympiques. En 1981, l'URSS participe pour la première fois au congrès de la FIBT ; la même année, la fédération décide d'instaurer des contrôles antidopage. Les soviétiques Zintis Ekmanis et Vladimir Aleksandrov prennent le bronze pour cette première participation, tandis que Wolfgang Hoppe remporte les deux épreuves.
En 1988, à Calgary, l'équipe de Jamaïque aux Jeux olympiques d'hiver de 1988, dont l'histoire est adaptée très librement dans la comédie Disney Rasta Rockett en 1993, est l'objet d'une forte attention médiatique. L'équipe finance sa participation en vendant des T-shirts et un album de reggae. La même année, d'autres pays chauds participent aux épreuves, dont le Mexique, les Îles Vierges des États-Unis, et les Antilles néerlandaises. La course à deux est rendue très difficile par le mauvais temps et le mauvais état de la piste, couverte de sable à cause du vent et de la chaleur. Après la première descente, six pays, dont l'URSS pourtant en tête du classement provisoire, demandent à ce que les résultats des deux premières descentes ne soient pas pris en compte. Leur demande est refusée. Le lendemain, la météo est si mauvaise que la troisième descente est annulée. Un jour plus tard, la compétition se termine et est remportée par Jānis Ķipurs. Letton, il peint son bob aux couleurs de son pays pour protester contre l'occupation soviétique de son pays. Il s'agit de la dernière compétition olympique sans seeding.

### Évolution de la pratique auXXIesiècle

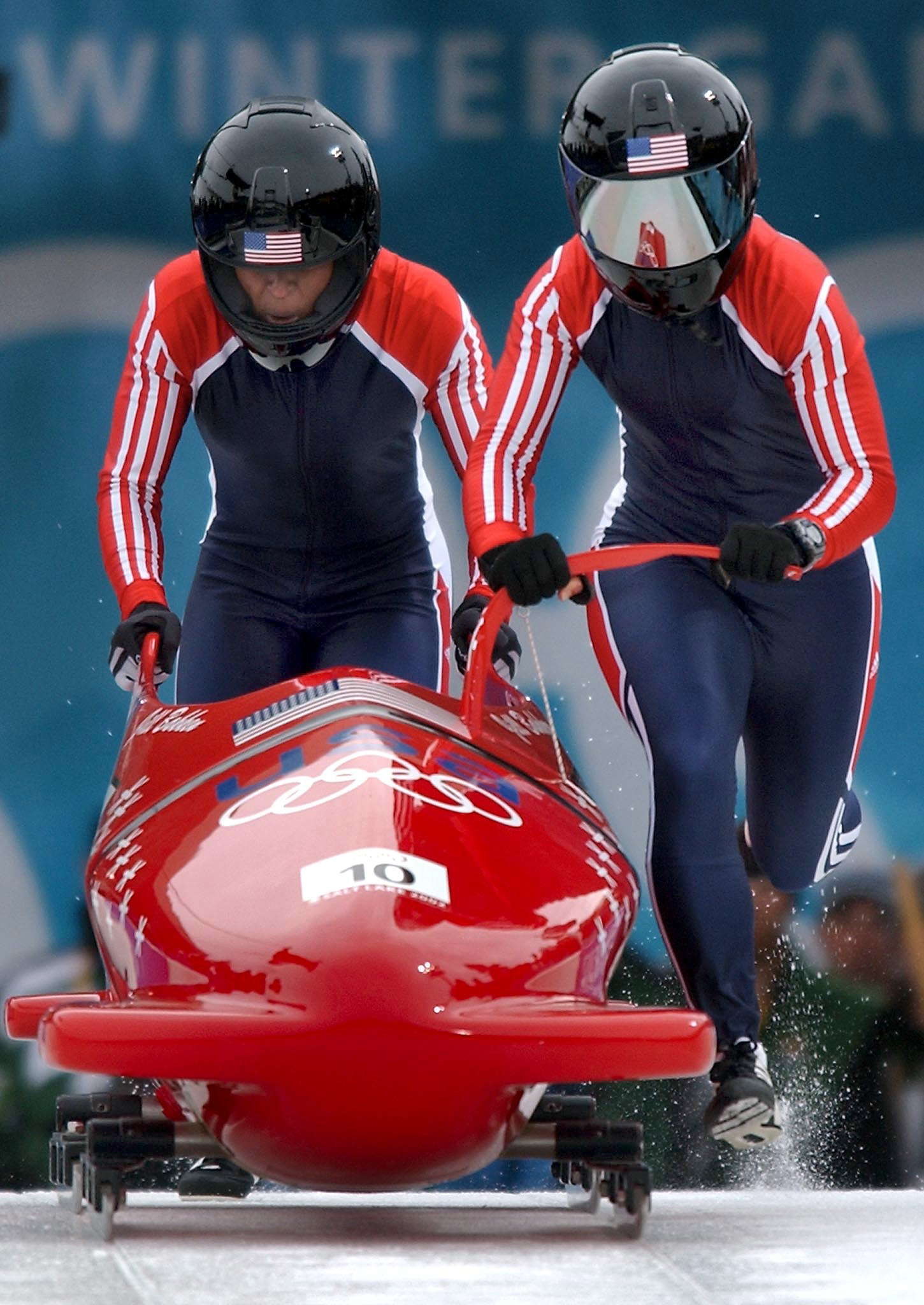
Jill Bakken et Vonetta Flowers au départ de l'épreuve de bob à deux lors des Jeux olympiques de 2002.

À Albertville, en 1992, les Autrichiens menés par Ingo Appelt dépassent les Allemands de Hoppe de seulement 0,02 secondes et obtiennent leur premier or olympique en bobsleigh. Christoph Langen, qui devient une célébrité dans le sport, remporte sa première médaille au bob à deux en prenant le bronze. L'association suisse de bobsleigh autorise les équipes féminines la même année.
En 1994, à Lillehammer, les Suisses remportent à nouveau le bob à deux, tandis qu'au bob à quatre, Harald Czudaj et Wolfgang Hoppe participent et remportent la compétition pour la dernière fois. L'équipe américaine est disqualifiée parce que ses trains de patins sont 0,9 °C trop chauds : c'est la première fois qu'une équipe est disqualifiée pour cette raison.
À Nagano en 1998, on voit la première égalité pour l'or entre le Canada de Pierre Lueders et l'Italie de Günther Huber au bob à deux, tandi squ'au bob à quatre, qui ne fait que trois descentes en raison de la pluie, Christoph Langen prend la tête du classement devant la Suisse, avec la Grande-Bretagne et la France en troisième place à égalité.
Les premiers championnats du monde féminins sont organisés en 2000. Pour la saison 1999-2000, la station de Lake Placid inaugure une piste complexe, un rare cas de piste construite en dehors de Jeux olympiques.
Le bobsleigh féminin intègre le programme olympique aux JO de 2002 à Salt Lake City avec une épreuve de bob à deux, remportée par les Américaines Jill Bakken et Vonetta Flowers. Les deux médailles d'or masculines reveinnent aux Allemands. Aux mêmes Jeux olympiques, le skeleton fait son apparition : il dépend lui aussi de la FIBT.
Aux Jeux olympiques de 2006, l'Allemagne devient le premier pays à remporter les trois épreuves de bobsleigh avec André Lange faisant un doublé chez les hommes et Sandra Kiriasis chez les femmes, ce qui fait d'elle la première femme à remporter plusieurs médailles olympiques en bobsleigh grâce à sa médaille d'argent quatre ans plus tôt.
En 2010, Lange remporte le bob à deux avec Kevin Kuske tandis que l'Américain Steven Holcomb gagne le bob à quatre.
En 2014, Aleksandr Zubkov remporte les deux épreuves. Ces médailles lui sont plus tard confisquées en raison de son dopage. La Canadienne Kaillie Humphries devient la première femme à défendre son titre avec succès. La même année, la fédération internationale autorise les femmes à faire partie de l'équipage « masculin » du bob à quatre en coupe du monde et championnats du monde.
En juin 2015, la FIBT change de nom dans les pays non francophones pour devenir l'International Bobsleigh and Skeleton Federation.

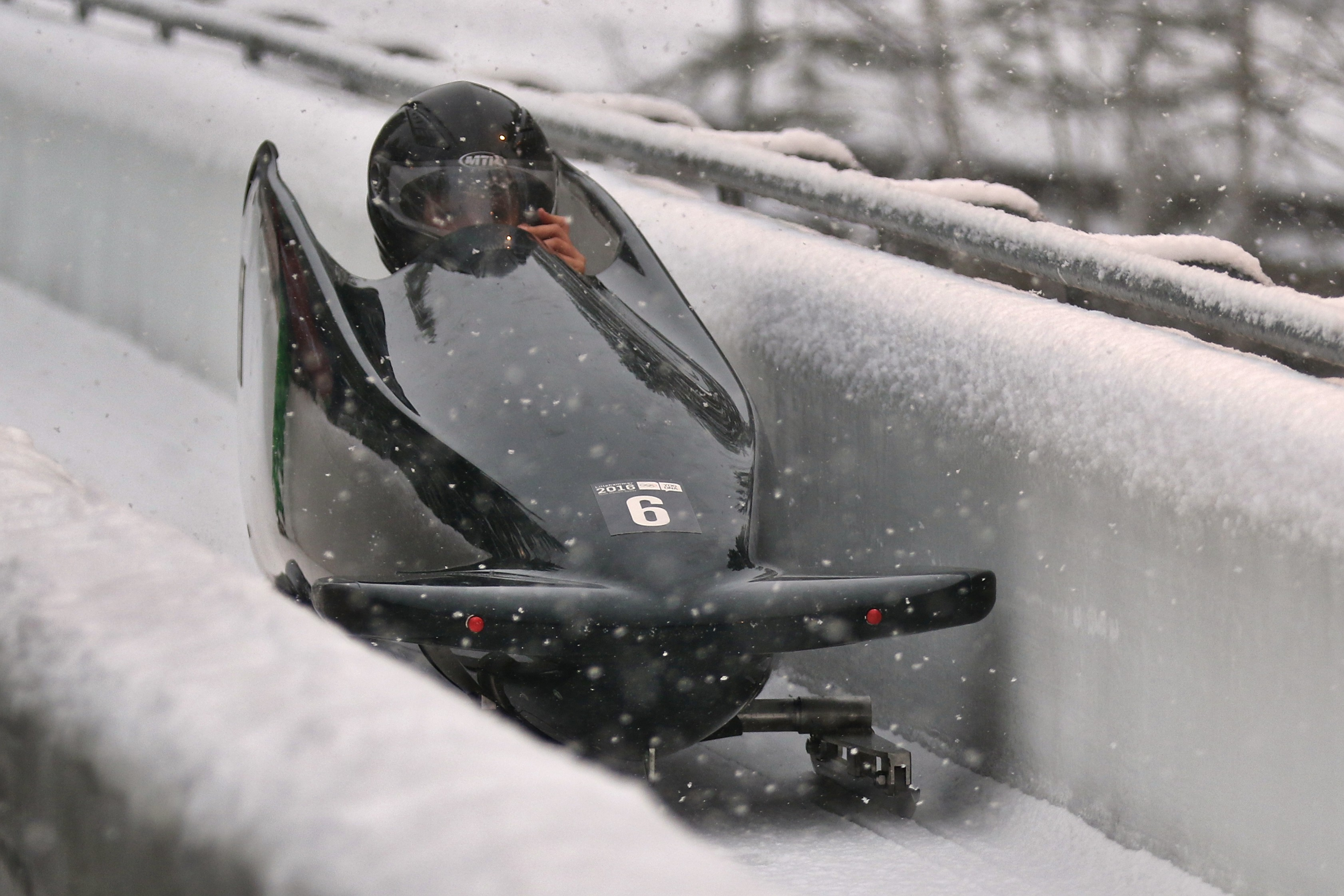
La Brésilienne Jessica Victoria à bord de son monobob pendant les Jeux olympiques de la jeunesse en 2016.

Aux Jeux olympiques de la jeunesse d'hiver de 2016 se tient la première compétition internationale officielle de monobob.

Aux Jeux olympiques de 2018 à Pyeongchang, l'Allemagne remporte les trois épreuves, à égalité avec le Canada pour le bob à deux masculin.

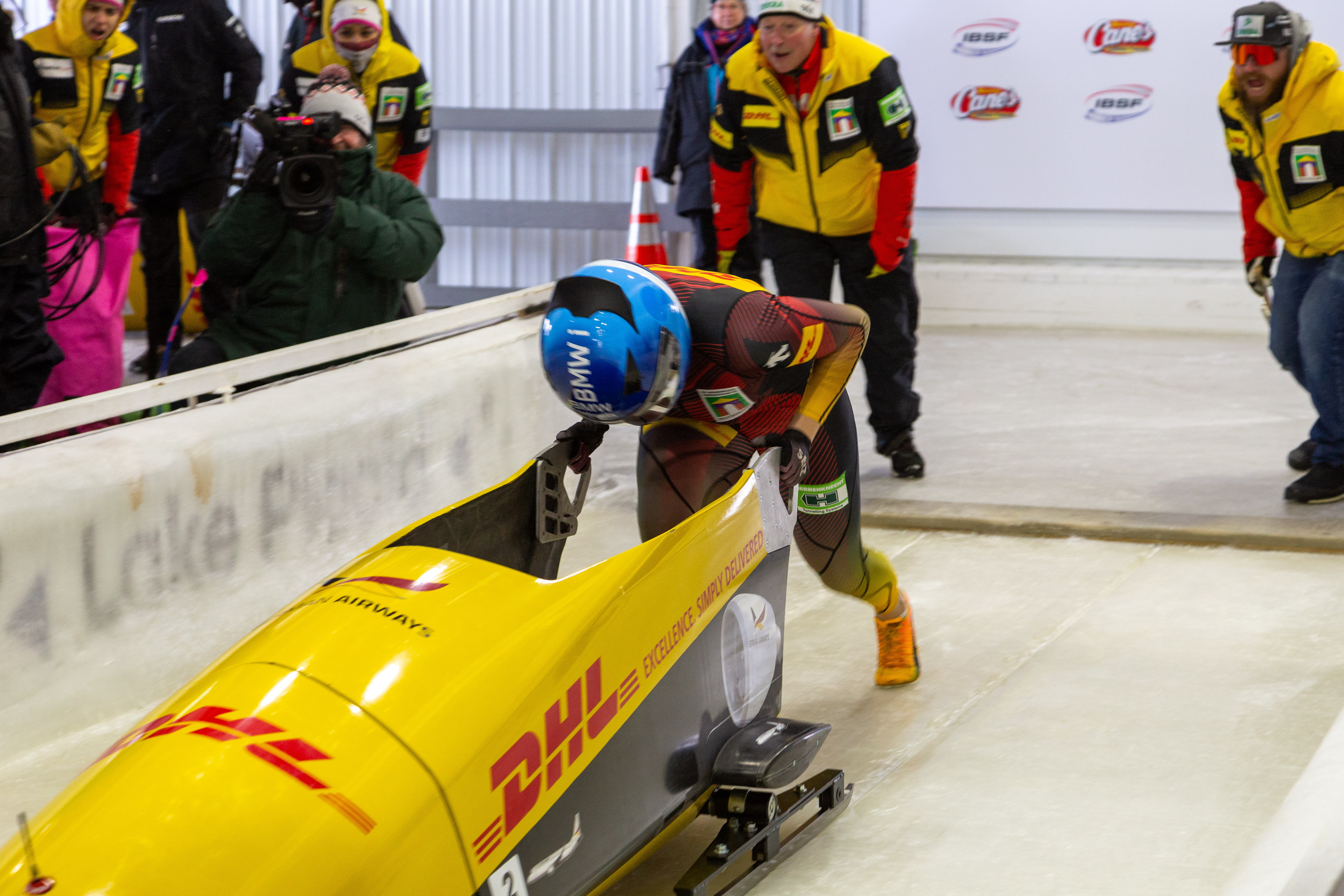
L'Allemande Laura Nolte effectue un départ de monobob aux championnats du monde en 2025.

En 2021, les championnats du monde ajoutent une épreuve de monobob. Aux Jeux olympiques de 2022, le monobob entre au programme olympique pour les femmes en plus du bob à deux, tandis que les hommes continuent à avoir les épreuves de bob à deux et à quatre.

## Démographie

### Pays
Dans la première moitié du vingtième siècle, les Américains sont les leaders de la discipline grâce à leur supériorité technologique, et ce surtout de 1928 à 1956. Dans les années 1950 et 1960, l'Italie affiche d'excellentes performances, avec notamment un doublé d'Eugenio Monti aux Jeux olympiques de 1968. Les équipes allemandes et suisses dominent largement les compétitions dans les décennies qui suivent,, avec des bonnes performances de l'Autriche également ; en 2024, les Suisses et Allemands ont remporté 71 des 133 médailles olympiques décernées. La Suisse détient en 2025 le record absolu de médailles au niveau international, suivie de l'Allemagne et du Canada ; aux Jeux olympiques, il s'agit de l'Allemagne (en comptant l'Allemagne de l'Est, sinon elle est troisième), la Suisse et les États-Unis.

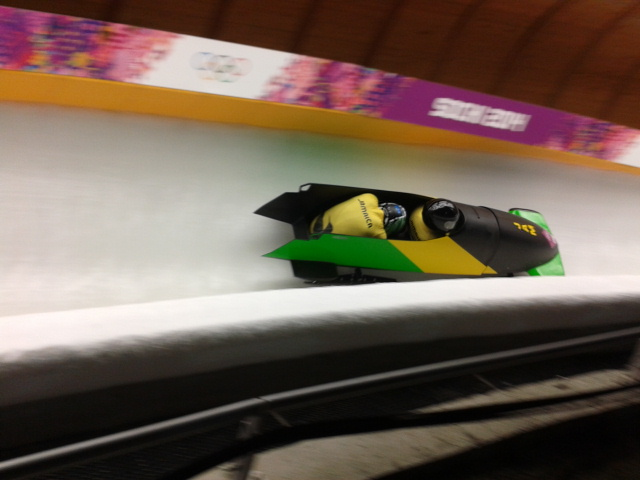
L'équipe jamaïcaine de bob à deux aux Jeux olympiques de 2014.

Si les pays européens et l'Amérique du Nord sont loin devant les autres dans la discipline, de plus en plus de pays sans neige participent aux épreuves. Un exemple très médiatisé est l'équipe de Jamaïque aux Jeux olympiques d'hiver de 1988, dont l'histoire est adaptée très librement dans la comédie Disney Rasta Rockett en 1993.

### Milieu social
Les débuts du bobsleigh se font dans des stations de montagne fréquentées par l'aristocratie et les personnes les plus aisées de la société. Avec le temps, il s'ouvre aux habitants des stations et aux petits artisans, se démocratisant progressivement.

### Genre
Les équipes mixtes ou féminines sont répandues jusqu'à leur interdiction dans les années 1920. Les hommes militant pour l'interdiction du bobsleigh féminin affirment ainsi que la proximité des bobeurs sur la machine encourage la promiscuité, ou que les secousses sur la piste peuvent provoquer des cancers du sein ; d'autres commentateurs estiment que ces détracteurs n'apprécient simplement pas que les femmes soient plus rapides qu'eux et détiennent plusieurs records.
L'association suisse de bobsleigh finit par autoriser les équipes féminines en 1992 et les premiers championnats du monde féminins sont organisés en 2000. Le bobsleigh féminin intègre le programme olympique aux JO de 2002 à Salt Lake City avec une épreuve de bob à deux. Une épreuve de monobob est ajoutée en 2022. En 2014, la fédération autorise les femmes à faire partie de l'équipage du bob à quatre en coupe du monde et championnats du monde. La même année, elle organise des démonstrations de bob à quatre féminin à plusieurs compétitions dont les championnats du monde.
Les femmes conservent leur qualification en compétition internationale si elles s'absentent une saison pour un congé de maternité.

### Handicap
Des épreuves de para-bobsleigh existent, mais le sport n'est pas paralympique malgré plusieurs candidatures de la fédération. Les premiers championnats du monde de para-bobsleigh sont organisés en 2016 et ils sont intégrés aux championnats du monde de bobsleigh en 2023. Le para-bobsleigh est provisoirement accepté pour être intégré aux Jeux paralympiques de 2022, mais n'est finalement pas adopté.
Le para-bobsleigh se dispute en monobob et la compétition est mixte. Les femmes participent à partir des championnats du monde 2021. Il s'agit d'un des rares handisports où le temps de descente n'est pas soumis à une pondération en fonction du handicap ; le classement est effectué sur la base de quatre descentes.
En para-bobsleigh, les athlètes commencent la course directement dans leur monobob. Le départ est assuré par une machine qui adapte sa force de poussée au poids du sportif afin de le rendre cohérent avec une poussée manuelle. Ce départ est adopté en 2021 ; avant cette date, le départ est assuré sur une portion pentue pour gagner de la vitesse grâce à la gravité, ce qui ne ressemble pas à un départ poussé.

## Déroulement des compétitions

### Course
L'autorisation de départ est donnée avec un signal visuel et sonore. À partir de cette autorisation, l'équipe a 60 secondes pour commencer à courir.
Le départ est suffisamment large pour que les bobeurs puissent courir à côté du bob dans les premiers mètres, saisissant les barres latérales. Une fois l'élan pris, les bobeurs sautent dans l'engin, commençant par le pilote et finissant par le freineur à l'arrière. Ils rétractent ensuite les barres latérales. Cette phase dure moins de six secondes en compétition et correspond aux premiers 50 mètres parcourus ; le règlement ne précise pas de durée de course maximale. Le chronomètre commence après 15 mètres parcourus. On considère qu'un retard de 0,1 seconde au premier split, après 65 mètres, rend la victoire quasi-impossible.
Le pilote gère la direction du bobsleigh. Le freineur est assis à l'arrière. Les pousseurs donnent de la vitesse à l'engin ; le freineur est également pousseur. Toutes les descentes d'une compétition doivent être assurées par la même équipe, mais les pousseurs peuvent être remplacés en cas de blessure ou de maladie.
Pour qu'une descente soit prise en compte, tous les membres de l'équipe doivent franchir la ligne d'arrivée avec le bobsleigh. En cas de chute, tout dépend de la trajectoire du bobsleigh : la descente compte si tous les membres de l'équipe franchissent la ligne d'arrivée avec le bob (qu'ils soient sur le bob, dessous, ou que le bob ait déraillé sur le côté), mais si le bob s'arrête avant la ligne d'arrivée, ils sont éliminés de la compétition.

### Descentes dans une compétition

#### Entraînements
Avant une compétition internationale, les organisateurs doivent permettre aux bobeurs de s'entraîner sur au moins 40 descentes test si la piste est nouvelle ou a changé depuis la dernière compétition internationale. Ces descentes test sont ouvertes aux pays n'ayant pas réussi à se qualifier pour la compétition, à condition que leurs pilotes aient participé à d'autres compétitions homologuées dans les deux dernières années ; l'entraînement est ouvert à toutes les équipes nationales, même si elles ne sont pas éligibles pour les descentes test.
Pendant les jours avant une compétition, mais pas le jour de la compétition, les bobeurs peuvent effectuer une reconnaissance de la piste en la parcourant à pied.

#### Descentes en compétition
Une course consiste en quatre descentes étalées sur deux jours dans le cas des championnats du monde et des Jeux olympiques, et de deux descentes pour les autres compétitions internationales et compétitions junior. Au moins une descente doit avoir lieu pour que la compétition soit prise en compte ; il est possible d'annuler des descentes en cas de force majeure, le plus souvent en raison de la météo, ou de les décaler à un autre jour.
Le temps total cumulé des descentes détermine le résultat final. Le temps est mesuré au centième de seconde. Les égalités ne sont pas départagées.

#### Ordre de départ pour les descentes
Avant le début de la première descente, au moins trois bobsleighs pilotes parcourent la piste avant la première équipe participante. Les pilotes sont choisis par les organisateurs de la compétition.
En championnat du monde et Jeux olympiques, pour la première descente, les dix pilotes les mieux classés choisissent leur ordre de départ entre 1 et 10 ; les autres pilotes partent dans l'ordre de leur classement mondial. Le pilote le mieux classé au monde choisit son ordre de départ en premier, suivi du deuxième et ainsi de suite. En coupe du monde et autres compétitions internationales à deux descentes, le système est légèrement différent : les 10 meilleurs pilotes font le même choix, mais pour les descentes 4 à 10, tandis que les trois premiers départs sont effectués par des équipes tirées au sort dans les 10 équipes les moins bien classées de la compétition.
Les équipes classées à égalité (notamment celles qui n'ont pas encore de points en compétition internationale) sont départagées par tirage au sort pour leur première descente et en fonction de leur numéro de dossard pour les descentes suivantes.
|            | Deux descentes | Quatre descentes                                                                |
| ---------- | --- | ------------------------------------------------------------------------------- |
| Descente 1 | 3 équipes tirées au sort dans les 10 moins bonnes équipes 10 meilleures équipes dans l'ordre de leur choix 11e équipe […] Dernière équipe | 10 meilleures équipes dans l'ordre de leur choix 11e équipe […] Dernière équipe |
| Descente 2 | 20e équipe après 1 descente […] 1re équipe après 1 descente                                                                               | 25e équipe après 1 descente […] 1re équipe après 1 descente                     |
| Descente 3 | N/A | 1re équipe après 2 descentes […] 25e équipe après 2 descentes                   |
| Descente 4 | N/A | 20e équipe après 3 descentes […] 1re équipe après 3 descentes                   |

## Équipement

### Piste

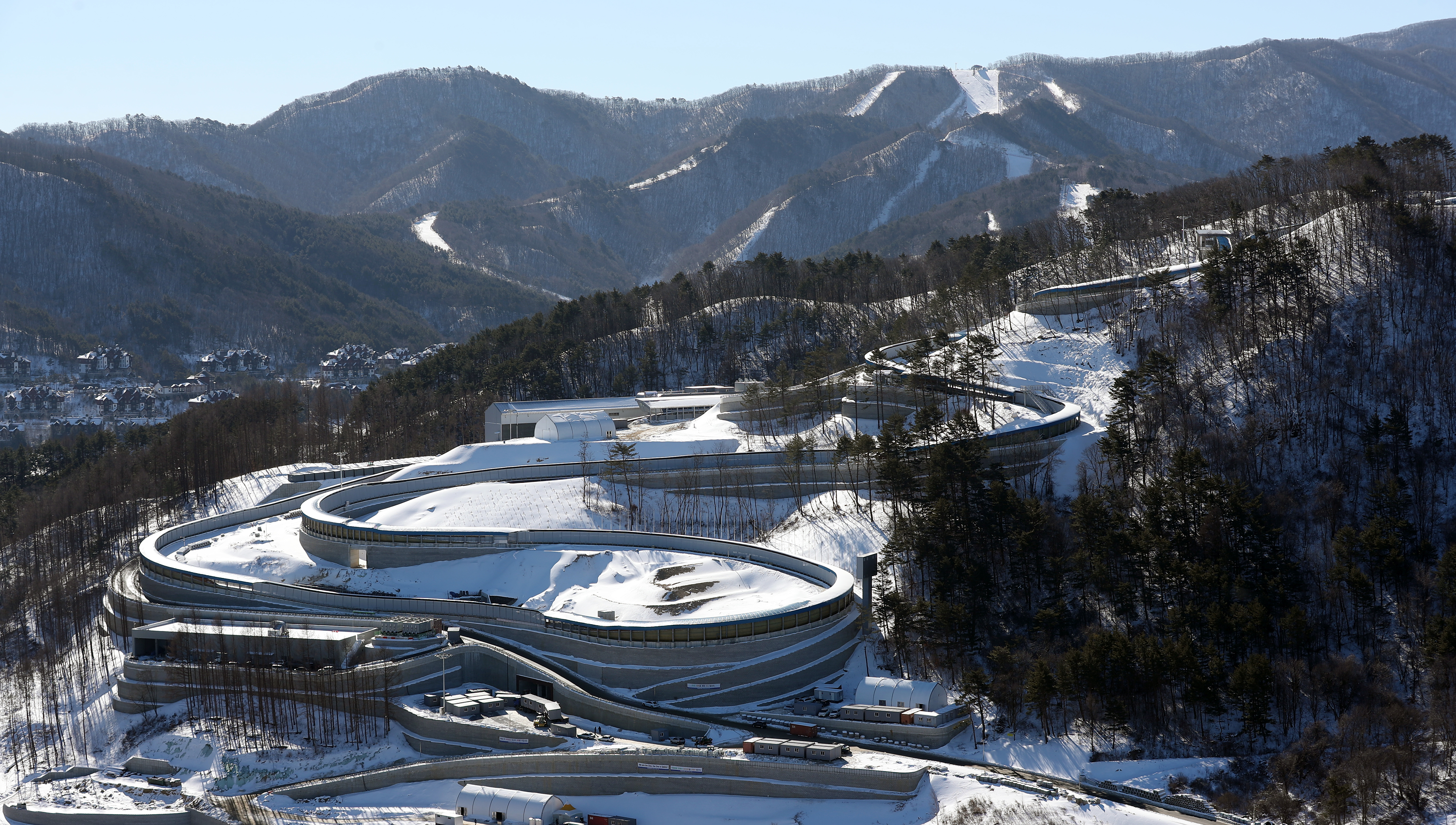
Le centre de glisse d'Alpensia en Corée du Sud.

En compétition internationale, la piste mesure de 1 200 à 1 600 mètres de long avec une pente de 8 à 15 %,. Une piste contient généralement entre 15 et 20 virages à angles variés. La plupart des pistes ont une fondation en béton ou en pierre couverte de plusieurs centimètres de glace. En ligne droite, la piste est entourée de murets de glace renforcée d'environ 46 centimètres de haut, tandis que les murs des virages peuvent s'élever jusqu'à six mètres. L'état de la glace varie en fonction de l'altitude, de la température et de l'heure de la journée.
Les records sont établis au niveau de chaque piste : il n'y a par exemple pas de record du monde.

### Bob
Les premiers bobsleighs sont faits essentiellement en bois. Dès les premières années, on y ajoute des patins en métal. Vers le milieu du vingtième siècle, l'engin est entièrement fait en acier et en aluminium, tandis que la fibre de carbone et la fibre de verre sont introduites au XXIe siècle pour des bobs plus légers,. Les bobsleighs de course ont une carosserie avant pour réduire la prise au vent du groupe. Les bobs à quatre peuvent atteindre une vitesse proche de 160 km/h. Le principal choix à faire pour la conception des bobs est celui de limiter les vibrations ou la friction : limiter l'un augmente l'autre et les vibrations affectent la précision du guidage tandis que la friction ralentit l'engin.
Il y a généralement deux paires de patins sous le bob. Les bobeurs déterminent la direction de l'engin en utilisant des câbles, rarement par l'intermédiaire d'un volant, qui font tourner les patins avant. Le frein est une barre dentelée à plonger dans la glace entre les deux patins arrière. Les freins et câbles de direction peuvent avoir plusieurs poignées pour ajuster la position des bobeurs au cours de la descente.
Depuis 2007, tous les participants sont obligés d'utiliser un alliage identique pour les lames afin de ne pas favoriser les pays avancés en métallurgie. Chaque lame doit être réalisée en un morceau massif d'acier standard. Les spécifications du matériau, établies par la FIBT, assurent que toutes les pièces usinées sont identiques. Le matériau standard est produit et distribué par une usine désignée par la FIBT. Les monobobs sont fournis par l'entreprise iXent et tous de structure identique, en dehors d'une potentielle modification de la position des sièges. En principe, le bobsleigh ne peut être remplacé au cours d'une compétition que s'il est endommagé au point d'être inutilisable.
| Épreuve      | Sexe     | Longueur habituelle (approximative) | Poids minimum, sans inclure l'équipage | Poids maximum, incluant l'équipage |
| ------------ | -------- | ----------------------------------- | -------------------------------------- | ---------------------------------- |
| Bob à quatre | Masculin | 3,80 m                              | 210 kg                                 | 631 kg                             |
| Bob à deux   | Masculin | 3,20 m                              | 170 kg                                 | 390,5 kg                           |
| Bob à deux   | Féminin  | 3,20 m                              | 170 kg                                 | 330,5 kg                           |
| Monobob      | Féminin  | 2,80 m                              | 163 kg                                 | 248,5 kg                           |

Dans les années 1990, un bobsleigh coûte environ 20 000 euros, un prix qui passe à 50 000 euros lors de la saison 2003-2004 avec l'arrivée des compétiteurs russes et de leur équipement. En 2018, les bobs les plus chers sont à 120 000 euros.

### Équipement personnel
Les bobeurs portent des chaussures à petits crampons (moins de 5 millimètres de long et de 1,5 mm de diamètre) pour courir sur la glace aux côtés du bob. Le casque intégral est obligatoire. Une combinaison couvrant les coudes et les genoux ainsi qu'une veste de protection pour les pousseurs sont imposés. Les personnes ayant des cheveux longs doivent les ranger dans leur combinaison pour ne pas risquer d'accrocher la piste.

## Personnel des compétitions
Les officiels sont nommés par l'IBSF. Ils sont inscrits aux formations bi-annuelles d'obtention de leur permis d'arbitrer sur recommandation de leur fédération nationale et sont formés au bobsleigh et au skeleton. En compétition internationale, les officiels sont un ou deux délégués techniques, un à trois contrôleurs de matériel, et un jury composé de deux à cinq personnes : un président du jury, un ou deux membres du jury, et deux assistants facultatifs. Il y a aussi un directeur de la course et un chef de piste nommés par l'organisateur de chaque compétition. 

### Jury et fautes
Le jury a de nombreux devoirs. Il décide de tout changement de matériel, de coureurs, ou de température de la glace. Il décide de répéter, d'annuler ou d'interrompre une course ou une compétition. Il applique les pénalités en cas de faute et le nombre de bobsleigh pilotes en début de compétition. Il écoute les demandes d'appel des sportifs, applique les suspensions, et fait fermer la piste en cas de danger.
En fonction de la gravité de la faute, le jury peut appliquer plusieurs sanctions. La plus faible est un avertissement, suivi d'une amende versée à la fédération, puis d'une disqualification de la compétition. Les sanctions plus graves sont une suspension du pilote ou de l'équipe entière pour une ou plusieurs compétitions, voire un retrait de leur licence sportive. Dans ce dernier cas, les athlètes et leur fédération nationale ont le droit de se défendre avant la décision finale.

### Officiels techniques
Deux délégués techniques sont nommés par l'IBSF pour chaque compétition : un pour le skeleton et un pour le bobsleigh.  Aux Jeux olympiques, un troisième délégué technique vient en soutien. En dehors des championnats du monde et des Jeux olympiques, un délégué technique peut couvrir les deux disciplines. Les délégués techniques expriment des recommandations pour le président du jury.
Le directeur de la course s'assure que la compétition respecte le règlement de la fédération, y compris les réunions avec les capitaines d'équipes, les entraînements et la compétition elle-même. Son principal devoir est de décider de la présence de protections en cas de pluie, de neige, ou d'ensoleillement important ; sa décision est confirmée et appliquée par le jury.

### Personnel médical
En compétition, il faut au moins un médecin, une ambulance et une salle de premiers soins. En cas de chute, les athlètes concernés ont l'obligation de subir un examen médical avant de recevoir l'autorisation de continuer la compétition. L'examen inclut un protocole commotion.

## Santé

### Commotions cérébrales

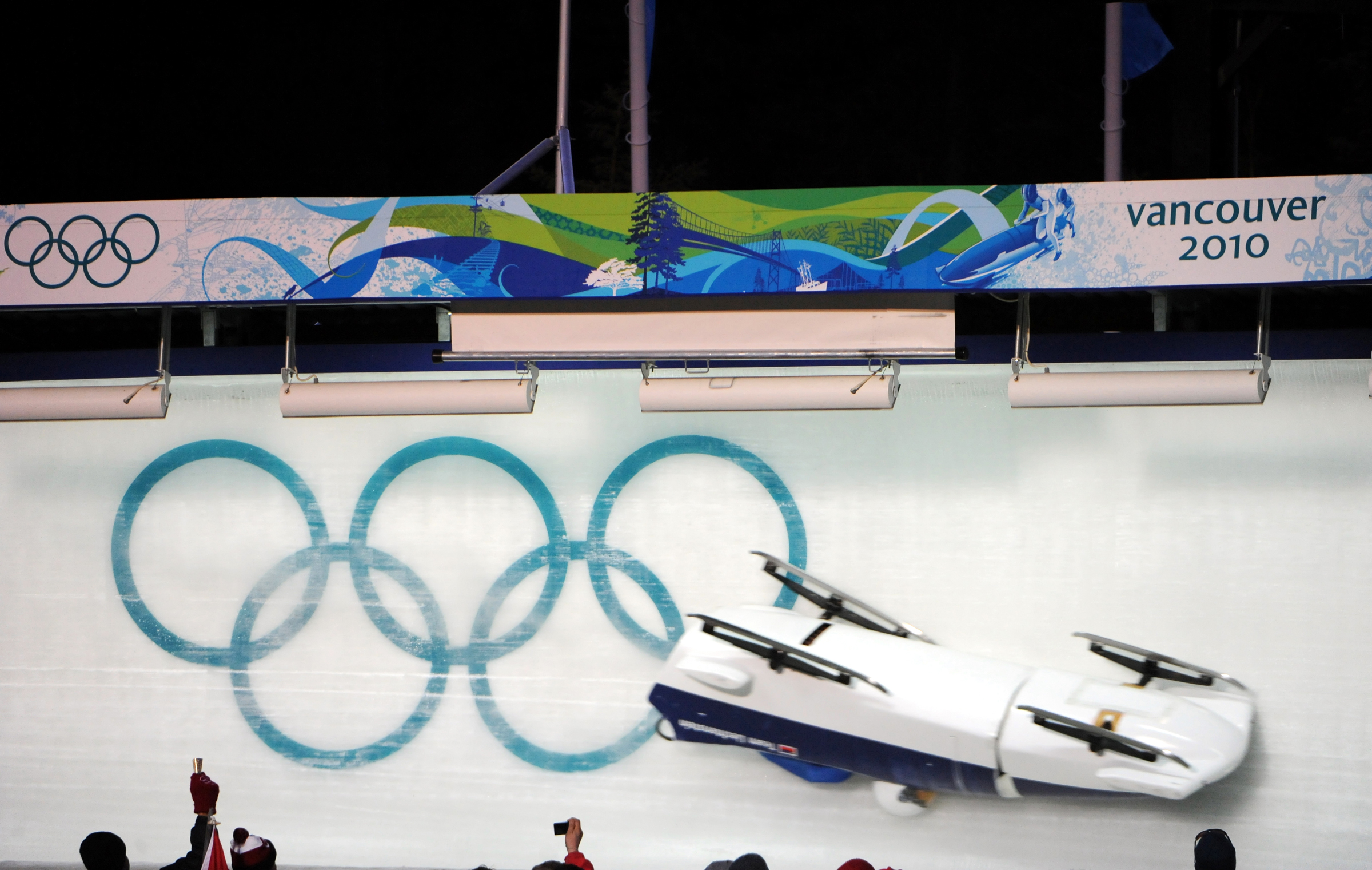
Accident de l'équipe du Liechstenstein de bobsleigh pendant les Jeux olympiques de 2010.

Le sport implique de nombreux chocs à la tête. Ces chocs sont causés par la force centrifuge dans les virages ainsi que par les vibrations du traîneau sur la piste : même sans chute, ces vibrations peuvent causer des microlésions dans le cerveau. En cas de chute, les bobeurs se cognent la tête contre des parois de la piste, contre leurs coéquipiers ou contre le traîneau.
Ceci peut causer de nombreux problèmes de santé à long terme allant de maux de tête chroniques à des problèmes de mémoire, des dépressions, une forte sensibilité aux lumières et aux sons ou encore à la maladie de Parkinson. C'est la pratique quotidienne, plutôt que les chutes, qui explique le plus de ces séquelles. À la fin d'une descente, les bobeurs souffrent souvent de désorientation qu'ils surnomment sled head (« tête de luge ») ; ses symptômes sont très proches de ceux d'une commotion cérébrale mineure,.  
La prévalence des suicides dans la communauté du bobsleigh de haut niveau est très élevée par rapport à la population générale. Il est possible que ce soit lié aux lésions du cerveau dues à leur pratique, qu'on retrouve dans de nombreux sports de contact.
La prise en charge de ces chocs répétés est généralement insuffisante et ils ne sont pas pris au sérieux. Des recherches sont menées dans les années 2020 pour mieux protéger les bobeurs, entre autres avec un test cognitif passé en début de saison et après chaque chute occasionnant un choc à la tête : si les performances baissent, ils sont arrêtés jusqu'à rémission complète même si leur imagerie cérébrale semble correcte. Les recherches s'appuient sur des données collectées par des protège-dents munis de capteurs. L'équipe du Canada décide que les athlètes doivent limiter leur entraînement à trois descentes par jour.

### Autres blessures et décès
Certaines pistes sont plus dangereuses que les autres. Les décès sur une piste sont généralement suivis de changements de règlement et de modifications sur la piste concernée. Par exemple, après trois morts sur la piste de Cortina d'Ampezzo entre 1966 et 1981, la piste est raccourcie et n'est pas utilisée dans les huit années suivantes.

## Compétitions principales
Le bob à quatre est une épreuve olympique lors des premiers Jeux olympiques d'hiver de Chamonix. Quatre ans plus tard, il se dispute à cinq, puis revient à quatre pour tous les Jeux olympiques suivants à l'exception de ceux de 1960, où aucune piste de glisse n'est construite. Le bob à deux masculin est ajouté au programme olympique en 1932 et le féminin en 2002. En 2022, le monobob féminin intègre le programme.
Un circuit de coupes du monde, ainsi qu'un championnat du monde annuel, sont organisés. Les mêmes compétitions existent pour les junior. Il existe un championnat d'Europe, mais pas d'autres championnats continentaux. Des circuits de coupes continentales existent en Asie, en Europe et en Amérique du Nord et sont organisés pendant les coupes du monde à domicile.

## Grands noms du bobsleigh
Un des plus grands noms du sport est l'Italien Eugenio Monti, six fois médaillé olympique dans les années 1950 et 1960. L'Allemand Wolfgang Hoppe obtient lui aussi six médailles olympiques entre 1984 et 1992. Le record de médailles est détenu par Bogdan Musiol qui a une médaille d'or, cinq d'argent et une de bronze entre 1980 et 1992 ; n'étant pas pilote, il est cependant moins célèbre que les deux précédents.
D'autres grands noms masculins incluent André Lange, qui partage le record de médailles d'or olympiques avec son coéquipier Kevin Kuske. Chez les femmes, les Américaines Jill Bakken et Vonetta Flowers sont les premières championnes olympiques, tandis que les Canadiennes Kaillie Humphries et Heather Moyse obtiennent un doublé olympique en 2010 et 2014. L'Allemand Francesco Friedrich est champion olympique des deux épreuves aux Jeux de 2018 et 2022 et seize fois champion du monde en 2025.